# Mistrzostwa Albanii w piłce nożnej mężczyzn
Mistrzostwa Albanii w piłce nożnej (alb. Kampionati Shqiptar i Futbollit) – rozgrywki piłkarskie, prowadzone cyklicznie - corocznie lub co sezonowo (na przełomie dwóch lat kalendarzowych) - mające na celu wyłonienie najlepszej męskiej drużyny w Albanii.

## Historia
Mistrzostwa Albanii w piłce nożnej rozgrywane są od 1930 roku. Obecnie rozgrywki odbywają się w wielopoziomowych ligach: Kategoria Superiore, Kategoria e Parë, Kategoria e Dytë oraz niższych klasach regionalnych.
W 1911 roku został organizowany pierwszy turniej piłkarski Fier Fair (alb. Turneu Futbollistik i Panairit të Fierit), który odbył się w Rahije obwodu Fier, podczas gdy Albania była jeszcze pod panowaniem Imperium Osmańskiego. Do turnieju zgłosiło się 8 zespołów z Tirany, Elbasani, Kavaja, Berati, Peqini, Wlory, Fieri i Lushnja. Drużyna z Tirany pokonała w finale Peqini 6–1 i została zwycięzcą. Po uzyskaniu niepodległości przez Albanię w 1912 roku w Szkodrze powstał pierwszy albański klub piłkarski Indipendenca, założony przez Palokë Nika.
Po założeniu albańskiej federacji piłkarskiej – FSHF w 1930 roku, rozpoczął się proces zorganizowania pierwszych oficjalnych Mistrzostw Albanii w sezonie 1930.
W sezonie 1930 po raz pierwszy wystartowały rozgrywki w Kategoria e Parë. W kwietniu 1939 wojska włoskie zajęły Albanię. Podczas okupacji włoskiej w latach 1939–1942 oraz okupacji hitlerowskiej w latach 1943–1944 prowadzone jedynie rozgrywki w sezonach 1939, 1940 i 1942, ale były to mistrzostwa nieoficjalne. Od 1945 ponownie startowały rozgrywki o mistrzostwo Albanii.
Rozgrywki zawodowej Kategoria Superiore zainaugurowano w sezonie 1998/99.

## Mistrzowie i pozostali medaliści
| Sezon     | K | K | T  | Mistrz             | Wicemistrz            | III miejsce           | Br. | Król strzelców                                     | Uwagi                       |
| 1930      |   |   | 1  | SK Tirana          | Skënderbeu Korcza     |                       | ?   | ?                                                  | 6 klubów                    |
| 1931      |   |   | 2  | SK Tirana          | Teuta Durrës          |                       | 9   | Teli Samsuri (KF Skënderbeu)                       | 7 klubów, 2gr.+finał        |
| 1932      |   |   | 3  | SK Tirana          | Vllaznia Szkodra      | Teuta Durrës          | ?   | ?                                                  | 5 klubów                    |
| 1933      |   |   | 1  | Skënderbeu Korcza  | Vllaznia Szkodra      | SK Tirana             | 7   | Servet Tefik Agai (KF Skënderbeu)                  | 5 klubów                    |
| 1934      |   |   | 4  | SK Tirana          | Skënderbeu Korcza     | Vllaznia Szkodra      | 12  | Mark Gurashi (SK Tirana)                           | 7 klubów                    |
| 1935      |   |   |    |                    |                       |                       |     |                                                    | nie rozgrywano              |
| 1936      |   |   | 5  | SK Tirana          | Vllaznia Szkodra      | KS Besa               | 11  | Riza Lushta (SK Tirana)                            | 8 klubów                    |
| 1937      |   |   | 6  | SK Tirana          | Vllaznia Szkodra      | KS Besa               | 25  | Riza Lushta (SK Tirana)                            | 10 klubów                   |
| 1938      |   |   |    |                    |                       |                       |     |                                                    | nie rozgrywano              |
| 1939      |   |   |    | SK Tirana          |                       |                       | ?   | ?                                                  | rozgrywki nieoficjalne      |
| 1940      |   |   |    | Vllaznia Szkodra   |                       |                       | ?   | ?                                                  | rozgrywki nieoficjalne      |
| 1941      |   |   |    |                    |                       |                       |     |                                                    | nie rozgrywano              |
| 1942      |   |   |    | SK Tirana          |                       |                       | ?   | ?                                                  | rozgrywki nieoficjalne      |
| 1943-1944 |   |   |    |                    |                       |                       |     |                                                    | nie rozgrywano              |
| 1945      |   |   | 1  | Vllaznia Szkodra   | SK Tirana             |                       | 11  | Loro Boriçi (Vllaznia)                             | 12 klubów, 2gr.+finał       |
| 1946      |   |   | 2  | Vllaznia Szkodra   | Flamurtari Wlora      |                       | 11  | Xhevdet Shaqiri (Vllaznia)                         | 12 klubów, 2gr.+finał       |
| 1947      |   |   | 1  | Partizani Tirana   | Vllaznia Szkodra      | Skënderbeu Korcza     | 7   | Hamdi Bakalli (Partizani)                          | 9 klubów                    |
| 1948      |   |   | 2  | Partizani Tirana   | Flamurtari Wlora      |                       | 11  | Tish Daija (Flamurtari), Zihni Gjinali (Partizani) | 14 klubów, 2gr.+finał       |
| 1949      |   |   | 3  | Partizani Tirana   | Vllaznia Szkodra      | Teuta Durrës          | 12  | Loro Boriçi (Partizani)                            | 9 klubów                    |
| 1950      |   |   | 1  | Dinamo Tirana      | Partizani Tirana      | Vllaznia Szkodra      | ?   | Refik Resmja (Partizani)                           | 12 klubów, 2 rundy          |
| 1951      |   |   | 2  | Dinamo Tirana      | Partizani Tirana      | 17 Nëntori Tirana     | 59  | Refik Resmja (Partizani)                           | 14 klubów                   |
| 1952      |   |   | 3  | Dinamo Tirana      | Partizani Tirana      | Vllaznia Szkodra      | 17  | Refik Resmja (Partizani)                           | 21 klubów, 3gr.+gr.finałowa |
| 1953      |   |   | 4  | Dinamo Tirana      | Partizani Tirana      | Puna Tirana           | 9   | Refik Resmja (Partizani)                           | 10 klubów                   |
| 1954      |   |   | 4  | Partizani Tirana   | Dinamo Tirana         | Puna Tirana           | 13  | Refik Resmja (Partizani)                           | 12 klubów                   |
| 1955      |   |   | 5  | Dinamo Tirana      | Partizani Tirana      | Puna Tirana           | 23  | Refik Resmja (Partizani), Skënder Jareci (Dinamo)  | 16 klubów                   |
| 1956      |   |   | 6  | Dinamo Tirana      | Partizani Tirana      | Puna Tirana           | 17  | Refik Resmja (Partizani)                           | 9 klubów                    |
| 1957      |   |   | 5  | Partizani Tirana   | Dinamo Tirana         | Skënderbeu Korcza     | 15  | Niko Bespalla (Teuta)                              | 8 klubów+finał              |
| 1958      |   |   | 6  | Partizani Tirana   | Besa Kavaja           | 17 Nëntori Tirana     | 14  | Skënder Jareci (Dinamo)                            | 8 klubów                    |
| 1959      |   |   | 7  | Partizani Tirana   | 17 Nëntori Tirana     | Dinamo Tirana         | 11  | Stavri Lubonja (Dinamo)                            | 8 klubów                    |
| 1960      |   |   | 7  | Dinamo Tirana      | Partizani Tirana      | 17 Nëntori Tirana     | 16  | Skënder Jareci (Dinamo)                            | 10 klubów                   |
| 1961      |   |   | 8  | Partizani Tirana   | Dinamo Tirana         | 17 Nëntori Tirana     | 17  | Panajot Pano (Partizani)                           | 10 klubów                   |
| 1962/63   |   |   | 9  | Partizani Tirana   | Dinamo Tirana         | Besa Kavaja           | 18  | Robert Jashari (Partizani)                         | 12 klubów                   |
| 1963/64   |   |   | 10 | Partizani Tirana   | Dinamo Tirana         | Besa Kavaja           | 9   | Robert Jashari (Partizani)                         | 12 klubów                   |
| 1964/65   |   |   | 7  | 17 Nëntori Tirana  | Partizani Tirana      | Dinamo Tirana         | 14  | Robert Jashari (Partizani)                         | 12 klubów                   |
| 1965/66   |   |   | 8  | 17 Nëntori Tirana  | Partizani Tirana      | Dinamo Tirana         | 13  | Sajmir Dauti (Dinamo)                              | 12 klubów                   |
| 1966/67   |   |   | 8  | Dinamo Tirana      | 17 Nëntori Tirana     | Besa Kavaja           | 19  | Medin Zhega (Dinamo)                               | 12 klubów                   |
| 1968      |   |   | 9  | 17 Nëntori Tirana  | Partizani Tirana      | Dinamo Tirana         | 19  | Skënder Hyka (17 Nëntori)                          | 14 klubów                   |
| 1969/70   |   |   | 10 | 17 Nëntori Tirana  | Partizani Tirana      | Vllaznia Szkodra      | 17  | Panajot Pano (Partizani)                           | 14 klubów                   |
| 1970/71   |   |   | 11 | Partizani Tirana   | Dinamo Tirana         | Vllaznia Szkodra      | 19  | Ilir Përnaska (Dinamo)                             | 14 klubów                   |
| 1971/72   |   |   | 3  | Vllaznia Szkodra   | 17 Nëntori Tirana     | Dinamo Tirana         | 17  | Ilir Përnaska (Dinamo)                             | 14 klubów                   |
| 1972/73   |   |   | 9  | Dinamo Tirana      | Partizani Tirana      | Besa Kavaja           | 12  | Ilir Përnaska (Dinamo)                             | 14 klubów                   |
| 1973/74   |   |   | 4  | Vllaznia Szkodra   | Partizani Tirana      | Besa Kavaja           | 19  | Ilir Përnaska (Dinamo)                             | 14 klubów                   |
| 1974/75   |   |   | 10 | Dinamo Tirana      | Vllaznia Szkodra      | Partizani Tirana      | 17  | Ilir Përnaska (Dinamo)                             | 14 klubów                   |
| 1975/76   |   |   | 11 | Dinamo Tirana      | 17 Nëntori Tirana     | Vllaznia Szkodra      | 18  | Ilir Përnaska (Dinamo)                             | 12 klubów                   |
| 1976/77   |   |   | 12 | Dinamo Tirana      | Skënderbeu Korcza     | Vllaznia Szkodra      | 12  | Agim Murati (Partizani)                            | 12 klubów                   |
| 1977/78   |   |   | 5  | Vllaznia Szkodra   | Luftëtari Gjirokastër | Partizani Tirana      | 14  | Agim Murati (Partizani)                            | 12 klubów                   |
| 1978/79   |   |   | 12 | Partizani Tirana   | 17 Nëntori Tirana     | Besa Kavaja           | 14  | Agim Murati (Partizani), Petrit Dibra (17 Nëntori) | 14 klubów                   |
| 1979/80   |   |   | 13 | Dinamo Tirana      | 17 Nëntori Tirana     | Vllaznia Szkodra      | 18  | Përparim Kovaçi (Tomori)                           | 14 klubów                   |
| 1980/81   |   |   | 13 | Partizani Tirana   | Dinamo Tirana         | 17 Nëntori Tirana     | 12  | Dashnor Bajaziti (Besa)                            | 14 klubów                   |
| 1981/82   |   |   | 11 | 17 Nëntori Tirana  | Flamurtari Wlora      | Dinamo Tirana         | 12  | Vasil Ruci (Flamurtari)                            | 14 klubów                   |
| 1982/83   |   |   | 6  | Vllaznia Szkodra   | Partizani Tirana      | 17 Nëntori Tirana     | 16  | Dashnor Bajaziti (Besa)                            | 14 klubów                   |
| 1983/84   |   |   | 1  | Labinoti Elbasan   | 17 Nëntori Tirana     | Partizani Tirana      | 12  | Vasil Ruci (Flamurtari)                            | 14 klubów                   |
| 1984/85   |   |   | 12 | 17 Nëntori Tirana  | Dinamo Tirana         | Vllaznia Szkodra      | 13  | Faslli Fakja (Vllaznia), Arben Minga (17 Nëntori)  | 14 klubów                   |
| 1985/86   |   |   | 14 | Dinamo Tirana      | Flamurtari Wlora      | 17 Nëntori Tirana     | 20  | Kujtim Majaci (Apolonia)                           | 14 klubów                   |
| 1986/87   |   |   | 14 | Partizani Tirana   | Flamurtari Wlora      | Vllaznia Szkodra      | 14  | Arben Arbëri (Tomori)                              | 14 klubów                   |
| 1987/88   |   |   | 13 | 17 Nëntori Tirana  | Flamurtari Wlora      | Labinoti Elbasan      | 18  | Agustin Kola (17 Nëntori)                          | 14 klubów                   |
| 1988/89   |   |   | 14 | 17 Nëntori Tirana  | Partizani Tirana      | Dinamo Tirana         | 19  | Agustin Kola (17 Nëntori)                          | 12 klubów, 2 rundy          |
| 1989/90   |   |   | 15 | Dinamo Tirana      | Partizani Tirana      | Flamurtari Wlora      | 19  | Kujtim Majaci (Apolonia)                           | 12 klubów                   |
| 1990/91   |   |   | 1  | Flamurtari Wlora   | Partizani Tirana      | Vllaznia Szkodra      | 29  | Kliton Bozgo (Tomori)                              | 14 klubów                   |
| 1991/92   |   |   | 7  | Vllaznia Szkodra   | Partizani Tirana      | Teuta Durrës          | 21  | Edmir Bilali (Vllaznia)                            | 16 klubów                   |
| 1992/93   |   |   | 15 | Partizani Tirana   | Teuta Durrës          | Besa Kavaja           | 20  | Edmond Dosti (Partizani)                           | 16 klubów                   |
| 1993/94   |   |   | 1  | Teuta Durrës       | SK Tirana             | Flamurtari Wlora      | 14  | Edi Martini (Vllaznia)                             | 14 klubów                   |
| 1994/95   |   |   | 15 | SK Tirana          | Teuta Durrës          | Partizani Tirana      | 21  | Arben Shehu (Luftëtari)                            | 16 klubów                   |
| 1995/96   |   |   | 16 | SK Tirana          | Teuta Durrës          | Partizani Tirana      | 21  | Altin Çuko (Tomori / Laçi)                         | 18 klubów                   |
| 1996/97   |   |   | 17 | SK Tirana          | Vllaznia Szkodra      | Flamurtari Wlora      | 14  | Viktor Paço (Flamurtari)                           | 18 klubów                   |
| 1997/98   |   |   | 8  | Vllaznia Szkodra   | SK Tirana             | Partizani Tirana      | 26  | Dorian Bubeqi (Shkumbini)                          | 18 klubów                   |
| 1998/99   |   |   | 18 | SK Tirana          | Vllaznia Szkodra      | Bylis Ballsh          | 22  | Artan Bano (KS Lushnja)                            | 16 klubów                   |
| 1999/00   |   |   | 19 | SK Tirana          | Tomori Berat          | Teuta Durrës          | 18  | Klodian Arbëri (Tomori)                            | 14 klubów                   |
| 2000/01   |   |   | 8  | Vllaznia Szkodra   | SK Tirana             | Dinamo Tirana         | 31  | Indrit Fortuzi (SK Tirana)                         | 14 klubów                   |
| 2001/02   |   |   | 16 | Dinamo Tirana      | SK Tirana             | Partizani Tirana      | 24  | Indrit Fortuzi (SK Tirana)                         | 14 klubów                   |
| 2002/03   |   |   | 20 | SK Tirana          | Vllaznia Szkodra      | Partizani Tirana      | 20  | Mahir Halili (SK Tirana)                           | 14 klubów                   |
| 2003/04   |   |   | 21 | SK Tirana          | Dinamo Tirana         | Vllaznia Szkodra      | 36  | Vioresin Sinani (Vllaznia)                         | 10 klubów                   |
| 2004/05   |   |   | 22 | SK Tirana          | KS Elbasan            | Dinamo Tirana         | 24  | Dorian Bylykbashi (Partizani)                      | 10 klubów                   |
| 2005/06   |   |   | 2  | KS Elbasan         | KF Tirana             | Dinamo Tirana         | 29  | Hamdi Salihi (KF Tirana)                           | 10 klubów                   |
| 2006/07   |   |   | 23 | KF Tirana          | Teuta Durrës          | Vllaznia Szkodra      | 23  | Vioresin Sinani (KF Tirana)                        | 12 klubów                   |
| 2007/08   |   |   | 17 | Dinamo Tirana      | Partizani Tirana      | Besa Kavaja           | 20  | Vioresin Sinani (Vllaznia)                         | 12 klubów                   |
| 2008/09   |   |   | 24 | KF Tirana          | Vllaznia Szkodra      | Dinamo Tirana         | 23  | Migen Memelli (KF Tirana)                          | 12 klubów                   |
| 2009/10   |   |   | 18 | Dinamo Tirana      | Besa Kavaja           | KF Tirana             | 18  | Daniel Xhafa (Besa)                                | 12 klubów                   |
| 2010/11   |   |   | 2  | Skënderbeu Korcza  | Flamurtari Wlora      | Vllaznia Szkodra      | 19  | Daniel Xhafa (Flamurtari)                          | 12 klubów                   |
| 2011/12   |   |   | 3  | Skënderbeu Korcza  | Teuta Durrës          | KF Tirana             | 20  | Roland Dervishi (Shkumbini)                        | 14 klubów                   |
| 2012/13   |   |   | 4  | Skënderbeu Korcza  | FK Kukës              | Teuta Durrës          | 19  | Migen Memelli (Flamurtari)                         | 14 klubów                   |
| 2013/14   |   |   | 5  | Skënderbeu Korcza  | FK Kukës              | KF Laçi               | 20  | Pero Pejić (Skënderbeu)                            | 12 klubów                   |
| 2014/15   |   |   | 6  | Skënderbeu Korcza  | FK Kukës              | Partizani Tirana      | 31  | Pero Pejić (FK Kukës)                              | 10 klubów                   |
| 2015/16   |   |   | 7  | Skënderbeu Korcza  | Partizani Tirana      | FK Kukës              | 27  | Hamdi Salihi (Skënderbeu)                          | 10 klubów                   |
| 2016/17   |   |   | 1  | FK Kukës           | Partizani Tirana      | Skënderbeu Korcza     | 28  | Pero Pejić (FK Kukësi)                             | 10 klubów                   |
| 2017/18   |   |   | 8  | Skënderbeu Korcza  | FK Kukës              | Luftëtari Gjirokastra | 21  | Ali Sowe (Skënderbeu Korcza)                       | 10 klubów                   |
| 2018/19   |   |   | 16 | Partizani Tirana   | FK Kukës              | Teuta Durrës          | 13  | Reginaldo Faife (FK Kukës)                         | 10 klubów                   |
| 2019/20   |   |   | 25 | KF Tirana          | FK Kukës              | KF Laçi               | 23  | Kyrian Nwabueze (Laçi)                             | 10 klubów                   |
| 2020/21   |   |   | 2  | Teuta Durrës       | Vllaznia Szkodra      | Partizani Tirana      | 16  | Dejvi Bregu (Teuta)                                | 10 klubów                   |
| 2021/22   |   |   | 26 | KF Tirana          | KF Laçi               | Partizani Tirana      | 19  | Saliou Guindo (Laçi) Taulant Seferi (Teuta)        | 10 klubów                   |
| 2022/23   |   |   | 17 | Partizani Tirana   | KF Tirana             | Egnatia Rrogozhinë    | 16  | Florent Hasani (KF Tirana)                         | 10 klubów                   |
| 2023/24   |   |   | 1  | Egnatia Rrogozhinë | Partizani Tirana      | Skënderbeu Korcza     | 17  | Bekim Balaj (Vllaznia)                             | 10 klubów                   |
| 2024/25   |   |   | 2  | Egnatia Rrogozhinë | Vllaznia Szkodra      | Dinamo City           | 17  | Bekim Balaj (Vllaznia)                             | 10 klubów                   |

## Statystyka

### Klasyfikacja według klubów
W dotychczasowej historii Mistrzostw Albanii na podium oficjalnie stawało w sumie 14 drużyn. Liderem klasyfikacji jest KF Tirana, który zdobył 26 tytułów mistrzowskich.
Stan po sezonie 2024/25.
| Lp. | Klub                  | Miejsca na podium | Miejsca na podium | Miejsca na podium | Zwycięskie sezony |    |    | |
| --- | --------------------- | ----------------- | ----------------- | ----------------- | --- | -- | -- | --- |
| Lp. | Klub                  | 1.                | KF Tirana         | 26                | Zwycięskie sezony | 14 | 14 | 1930, 1931, 1932, 1934, 1936, 1937, 1964/65, 1965/66, 1968, 1969/70, 1981/82, 1984/85, 1987/88, 1988/89, 1994/95, 1995/96, 1996/97, 1998/99, 1999/00, 2002/03, 2003/04, 2004/05, 2006/07, 2008/09, 2019/20, 2021/22 |
| 2.  | Dinamo City           | 18                | 9                 | 12                | 1950, 1951, 1952, 1953, 1955, 1956, 1960, 1966/67, 1972/73, 1974/75, 1975/76, 1976/77, 1979/80, 1985/86, 1989/90, 2001/02, 2007/08, 2009/10 |    |    | |
| 3.  | Partizani Tirana      | 17                | 22                | 11                | 1947, 1948, 1949, 1954, 1957, 1958, 1959, 1961, 1962/63, 1963/64, 1970/71, 1978/79, 1980/81, 1986/87, 1992/93, 2018/19, 2022/23             |    |    | |
| 4.  | Vllaznia Szkodra      | 9                 | 13                | 14                | 1945, 1946, 1971/72, 1973/74, 1977/78, 1982/83, 1991/92, 1997/98, 2000/01                                                                   |    |    | |
| 5.  | Skënderbeu Korcza     | 8                 | 3                 | 4                 | 1933, 2010/11, 2011/12, 2012/13, 2013/14, 2014/15, 2015/16, 2017/18                                                                         |    |    | |
| 6.  | Teuta Durrës          | 2                 | 6                 | 6                 | 1993/94, 2020/21 |    |    | |
| 7.  | KS Elbasan            | 2                 | 1                 | 1                 | 1983/84, 2005/06 |    |    | |
| 8.  | Egnatia Rrogozhinë    | 2                 | 0                 | 1                 | 2023/24, 2024/25 |    |    | |
| 9.  | Flamurtari Wlora      | 1                 | 7                 | 3                 | 1990/91 |    |    | |
| 10. | FK Kukës              | 1                 | 6                 | 1                 | 2016/17 |    |    | |
| 11. | Besa Kavaja           | 0                 | 2                 | 10                | |    |    | |
| 12. | KF Laçi               | 0                 | 1                 | 2                 | |    |    | |
| 13. | Luftëtari Gjirokastra | 0                 | 1                 | 1                 | |    |    | |
| 14. | Tomori Berat          | 0                 | 1                 | 0                 | |    |    | |
| 15. | Bylis Ballsh          | 0                 | 0                 | 1                 | |    |    | |

### Klasyfikacja według miast
Siedziby klubów: stan po sezonie 2024/25.
| Miasto     | Liczba tytułów | Kluby                                                   |
| ---------- | -------------- | ------------------------------------------------------- |
| Tirana     | 61             | KF Tirana (26), Dinamo City (18), Partizani Tirana (17) |
| Szkodra    | 9              | Vllaznia Szkodra (9)                                    |
| Korcza     | 8              | Skënderbeu Korcza (8)                                   |
| Elbasan    | 2              | KS Elbasan (2)                                          |
| Durrës     | 2              | Teuta Durrës (2)                                        |
| Rrogozhinë | 2              | Egnatia Rrogozhinë (2)                                  |
| Kukës      | 1              | FK Kukës (1)                                            |
| Wlora      | 1              | Flamurtari Wlora (1)                                    |

## Uczestnicy
Są 45 zespołów, które wzięli udział w 85 sezonach Mistrzostw Albanii, które były prowadzone od 1930 aż do sezonu 2024/25 łącznie. Tylko KF Tirana był zawsze obecny w każdej edycji.
Pogrubione zespoły biorące udział w sezonie 2024/25
- 85 razy: KF Tirana
- 84 razy: Teuta Durrës, Vllaznia Szkodra
- 76 razy: Flamurtari Wlora
- 72 razy: Partizani Tirana
- 71 razy: Skënderbeu Korcza
- 65 razy: KS Elbasani
- 64 razy: Besa Kavaja, Dinamo Tirana
- 45 razy: Tomori Berat
- 43 razy: Luftëtari Gjirokastra, KS Lushnja
- 37 razy: Apolonia Fier
- 25 razy: KF Laçi
- 23 razy: Besëlidhja Lezha
- 19 razy: Shkumbini Peqin
- 17 razy: Bylis Ballsh
- 16 razy: Naftëtari Kuçova
- 15 razy: Kastrioti Kruja
- 12 razy: FK Kukësi
- 10 razy: KS Pogradeci, Shkëndija Tirana
- 9 razy: Erzeni Shijak
- 7 razy: Albpetrol Patos
- 5 razy: Egnatia Rrogozhinë, Sopoti Librazhd
- 4 razy: KS Burreli, Luftëtari Shk.Bashkuar
- 3 razy: KS Kamza, Spartaku Szkodra, Spartaku Tirana, Dinamo Durrës
- 2 razy: Dinamo Szkodra, Korabi Peshkopi
- 1 raz: Dinamo Wlora, Gramozi Erseka, Iliria Fushë-Kruja, Liria Korcza, KF Përmeti, KS Selenicë, Spartaku Korcza, Studenti Tirana, Tërbuni Puka, Ylli Szkodra.